# Egyed Joákim
Egyed Joákim (18. század) pálos-rendi szerzetes, egyházi író.

## Élete és művei
Életéről nemigen maradtak fenn források. A következő nyomtatásban megjelent művei ismeretesek:
- 1. Ex universa philosophia selectae propositiones ac theoremata... quae publico tentamini exposuit Joann. Nep. Sándrovics, ex praelectionibus I. E. Pestini, 1776.
- 2. A keresztény tudományról oktató beszédek, melyeket a pásztori hivatalban levő pap uraknak könnyebségekre a római catechismus által mutatott mód és rend szerint kidolgozott és alkalmatos toldalékokkal megbővített. Vác, 1794. Négy kötet. Elektronikusan elérhető: I., II.
- 3. Ünnepnapi prédikácziók... Vác, 1798.